# Bremsberg 1 (Silberhütte)

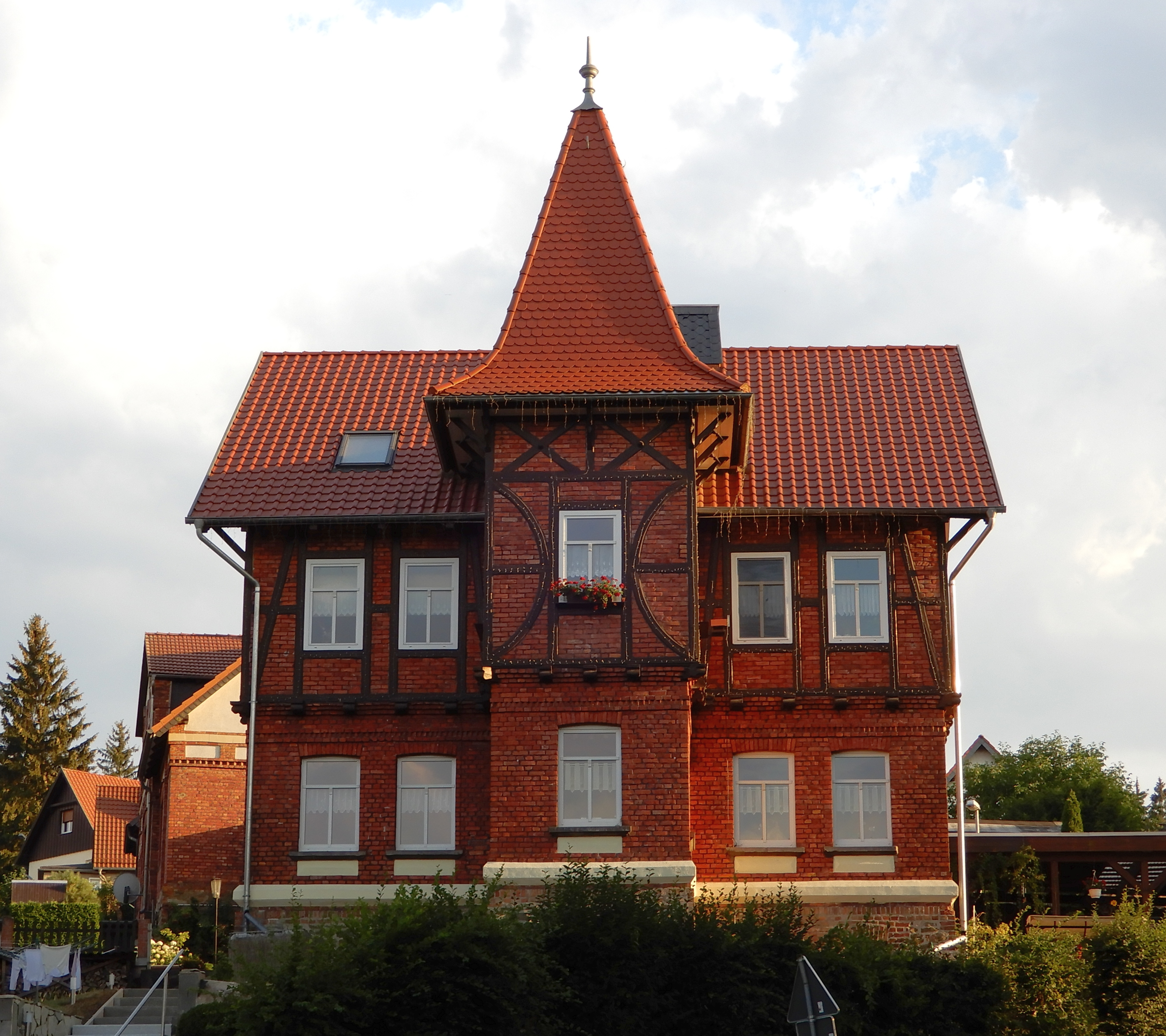
Haus Bremsberg 1

Das Haus Bremsberg 1 ist ein denkmalgeschütztes Gebäude im zur Stadt Harzgerode in Sachsen-Anhalt gehörenden Ortsteil Silberhütte (Anhalt) im Harz.

## Lage
Es befindet sich im Selketal, südlich der Selke, am westlichen Ortseingang von Silberhütte, auf einer Anhöhe oberhalb der Einmündung des Bremsbergs auf die Kreisstraße. Im örtlichen Denkmalverzeichnis ist es als Wohnhaus eingetragen. 

## Architektur und Geschichte
Das an eine Villa erinnernde Gebäude entstand in der Zeit um 1890. Das Erdgeschoss ist als Backsteinbau, das Obergeschoss in Fachwerkbauweise ausgeführt. Die Gefache sind mit Ziegelsteinen ausgemauert. Vor die Nordseite ist ein Turmerker gesetzt, dessen Fachwerkteil im Obergeschoss besondere Fachwerkschmuckformen aufweist.